# Crazy Horse (film)
Pour les articles homonymes, voir Crazy Horse.
Pour plus de détails, voir Fiche technique et Distribution.
Crazy Horse est un film documentaire américain réalisé par Frederick Wiseman, sorti en 2011.
Il s'intéresse aux coulisses du cabaret parisien et la revue Désirs créée par Philippe Decouflé.

## Fiche technique
- Titre français : Crazy Horse
- Réalisation : Frederick Wiseman
- Photographie : John Davey
- Montage : Frederick Wiseman
- Pays d'origine : États-Unis
- Format : Couleurs - 35 mm - Dolby Digital
- Genre : documentaire
- Durée : 134 minutes
- Date de sortie : 2011
  - 11 septembre 2011 :  Canada (Festival international du film de Toronto 2011)
  - 5 octobre 2011 :  France

## Distribution
- Philippe Katerine : lui-même
- Naamah Alva : Bagira
- Daizy Blu : elle-même
- Philippe Decouflé : lui-même
- Philippe Beau : lui-même